# HMS Croome (L62)
«Крум» (L62) (англ. HMS Croome (L62) — військовий корабель, ескортний міноносець типу «Хант» «II» підтипу Королівського військово-морського флоту Великої Британії за часів Другої світової війни.
«Крум» був закладений 7 червня 1940 року на верфі компанії Alexander Stephen and Sons, Глазго. 29 червня 1941 року увійшов до складу Королівських ВМС Великої Британії.